# Joseph Howard (Politiker)

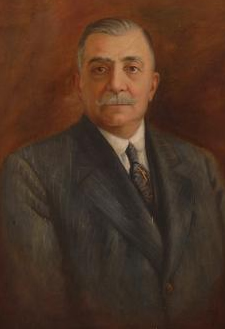

Joseph Howard (* 1862 in Valletta; † 20. Mai 1925) war ein maltesischer Politiker und erster Premierminister Maltas unter der britischen Kolonialmacht.
Nach dem Besuch eines Gymnasiums diente er als Offizier in der französischen Militärschule Saint-Cyr. Später wechselte er in die Wirtschaft und war Direktor der Tabakindustrie „Cousis Cigarettes“.
1912 wurde Howard als Kandidat des „Comitato Patrittico“ zum Mitglied des Regierungsrates gewählt. Darüber hinaus war er Präsident des Regierungskomitees für Einwanderung. Zwischen 1914 und 1919 war er Konsul in Japan. 1919 leitete er eine Maltesische Delegation nach Frankreich, um die Arbeitsaufnahme von Maltesern in Frankreich zu beraten.
Anschließend wurde er 1921 als Mitglied der United Party of Malta des Monsignore Panzevecchia zum Senator des ersten Maltesischen Parlaments gewählt. Als Monsignore Panzevecchia die Übernahme des Amtes des Premierministers ausschlug, bot der damalige britische Gouverneur Herbert Plumer Howard dieses Amt an. Zwischen Oktober 1921 und dem 13. Oktober 1923 war Howard mit Unterstützung der Labour Party Premierminister der ersten Regierung Maltas. In dieser Zeit setzte er sich insbesondere für einen Ausbau der Verwaltung ein.
Zwischen 1923 und 1925 war er schließlich Präsident der Handelskammer. Daneben war er Präsident der Kunstgesellschaft („Societa dell’Arte“) und der Philharmonischen Gesellschaft von Valletta („La Societa Filarmonica La Vallette“).
Für seine Verdienste wurde er Offizier des Britischen Empire (OBE).
Beigesetzt wurde er auf dem Addolorata Cemetery in Paola.